# تشونغ تاش، توب
تشونغ تاش ( (بالقيرغيزية: Чоң-Таш)‏ هي منطقة في قرية توب في إقليم إيسيك كول في قيرغيزستان . بلغ عدد سكانها (954) نسمة عام 2009.